# Eagle River (Bradfield Canal)
Der Eagle River (englisch für „Adler-Fluss“) ist ein 15,7 km langer Zufluss des Bradfield Canal im südlichen Alaska Panhandle im US-Bundesstaat Alaska.

## Flusslauf
Der Flusslauf des Eagle River befindet sich im Gemeindegebiet von Wrangell (City and Borough of Wrangell), 60 km südöstlich der Siedlung Wrangell. Er bildet den Abfluss des 87 m hoch gelegenen Sees Eagle Lake. Er fließt von dessen nördlichem Seeende in nordnordwestlicher Richtung zum Bradfield Canal, eine Bucht an der Pazifikküste des Alaska Panhandle. Bei Flusskilometer 11 befindet sich der 24 ha große Little Eagle Lake. Auf den letzten 2,5 km durchfließt der Eagle River das Feuchtgebiet Eagle Bay, das bei Flut teilweise überschwemmt wird. Der Eagle River entwässert ein Areal von 172 km². Das Einzugsgebiet des Eagle River liegt im Tongass National Forest. Im Osten und im Westen wird das Einzugsgebiet jeweils von einem bis zu 1200 m hohen Höhenkamm eingerahmt. Im Süden befindet sich unweit vom Südende des Eagle Lake ein etwa 120 m hoher Pass an der Wasserscheide zum 2 km weiter südlich gelegenen Behm Canal. Das Gebiet ist sehr abgelegen und nur per Boot oder per Wasserflugzeug erreichbar.